# Landhausvilla Benediktinerstraße 12
Die Landhausvilla in der Benediktinerstraße 12 im Berliner Ortsteil Frohnau wurde 1934/1935 nach Plänen und unter Leitung des Architekten Felix Sturm errichtet und 1989 wegen ihrer „baugeschichtlichen und baukünstlerischen Bedeutung“ unter Denkmalschutz gestellt.

## Baubeschreibung

### Äußeres
Das Haus im Berliner Bezirk Reinickendorf ist gemäß der Experteneinschätzung aus dem Bereich Denkmalschutz im Stil der anthroposophischen Architektur ausgeführt. Es zeigt insbesondere Merkmale des Jugendstils und des Expressionismus. 
Die Vorderfront des Gebäudes ist insgesamt 7,50 m lang und liegt nach Südosten hin. Die Fassade (äußere Hausflächen, Eingang, alle äußeren Stufen, Gesimse, Kellerhalsabdeckungen) sowie die Pfeiler des Vorgartenzauns sind mit Beuthener Klinkern im holländischen Verband verkleidet. Die Fassade endet in einem zweistufigen Staffelgiebel.
Die Giebellinien sind „durch nach außen ansteigende Staffeln aufgebrochen, aufgesetzte Ziegelornamente und hochkant bzw. radial versetzte Steine an Fensterstürzen und Türrahmung verleihen der Maueroberfläche […] Struktur und Relief“.

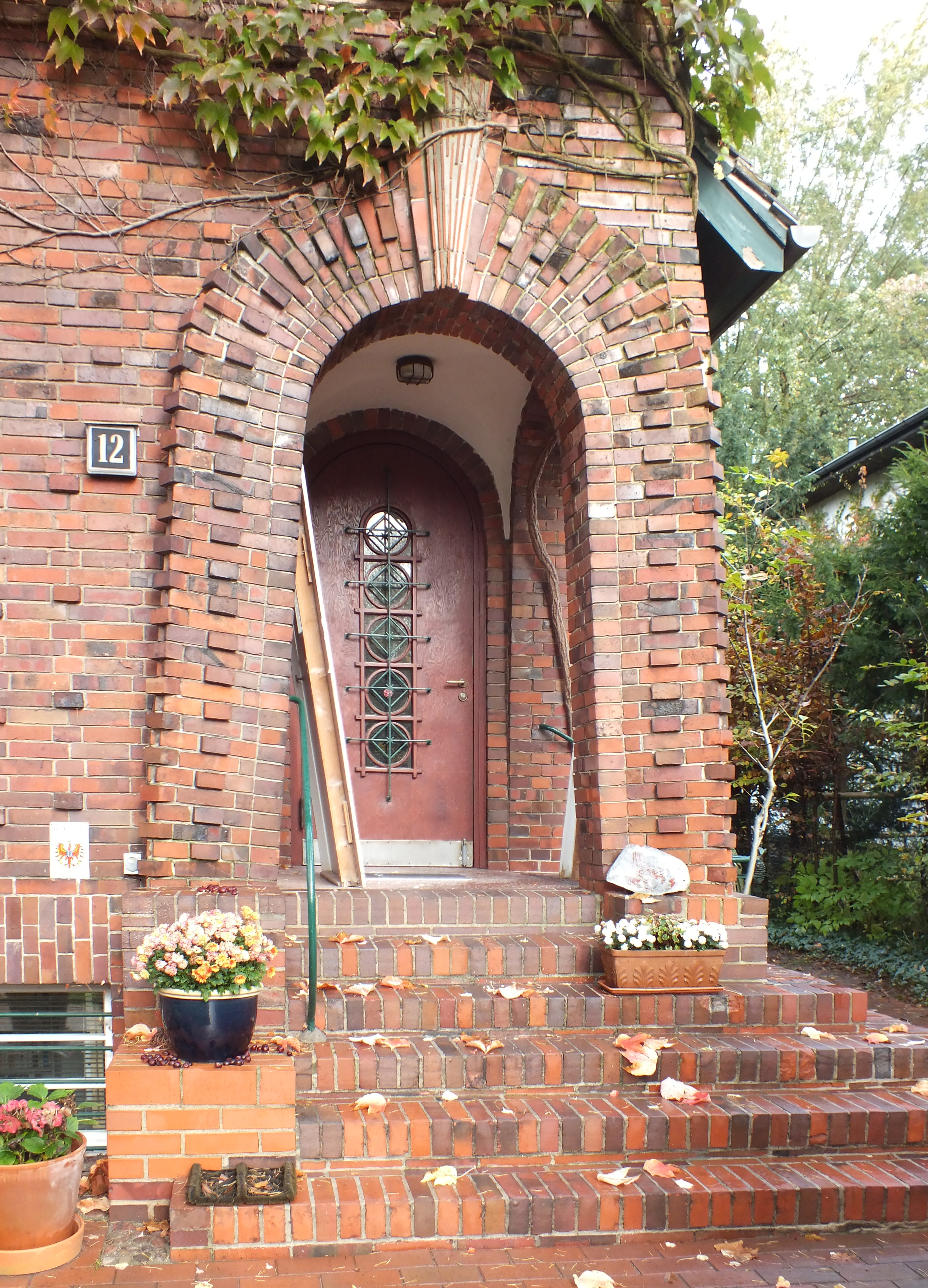
Windfang, Oktober 2017

Der Eingangsbereich befindet sich auf der rechten Seite und ist mit einem „zweistufigen parabolisch ansteigenden Bogen“ aus „ausgesuchten hartgebrannten rotbunten Klinkern (Fabrikat Beuthener Stadtziegelei)“ eingefasst und mit einem auffälligen Schlussstein gestaltet. Dem halboffenen überbauten Eingang schließt sich ein Windfang an. Eingang und Windfang sind mit Rabitz-Gewölbe überspannt. Die Windfangtür ist oben gerundet, in Sprossen geteilt und mit farbigem Antikglas geschmückt, die dahinter befindliche Eingangstür erhielt eine Verglasung aus Spiegeldrahtglas. Behauptet wird, dass der Originalentwurf des Architekten Felix Sturm noch weitere „Kanten und Ecken“ vorgesehen hatte.
Die straßenabgewandten Außenwände der Villa sind mit getöntem Kies-Waschputz geschützt, der Putz für die Wetterseite erhielt einen wasserabweisenden Ceresit- oder Sika-Zusatz.
Die Hausmauern entstanden aus „gebrannten salpeterfreien Ziegelsteinen“ – auch gute Abrisssteine wurden zugelassen – bzw. aus „erstklassigen vollkantigen Kalksandsteinen“ oder aus verlängertem Zementmörtel (für den Keller). Bei den dickeren Außenmauern kamen „nur Einhand-Hohlziegel (E.H.Z.-Steine), Wabenziegel oder Frewenziegel“ zum Einsatz. Für nichttragende Wände im Inneren durften neben „verlängertem Zementmörtel“ auch Rabitz oder Schlackensteine der Berliner Schlackenwerke verwendet werden.
Die linke Seitenfront ist 12 m lang, die rechte 11 m. Die Länge der Hinterfront zur Gartenseite beträgt 8 m. 

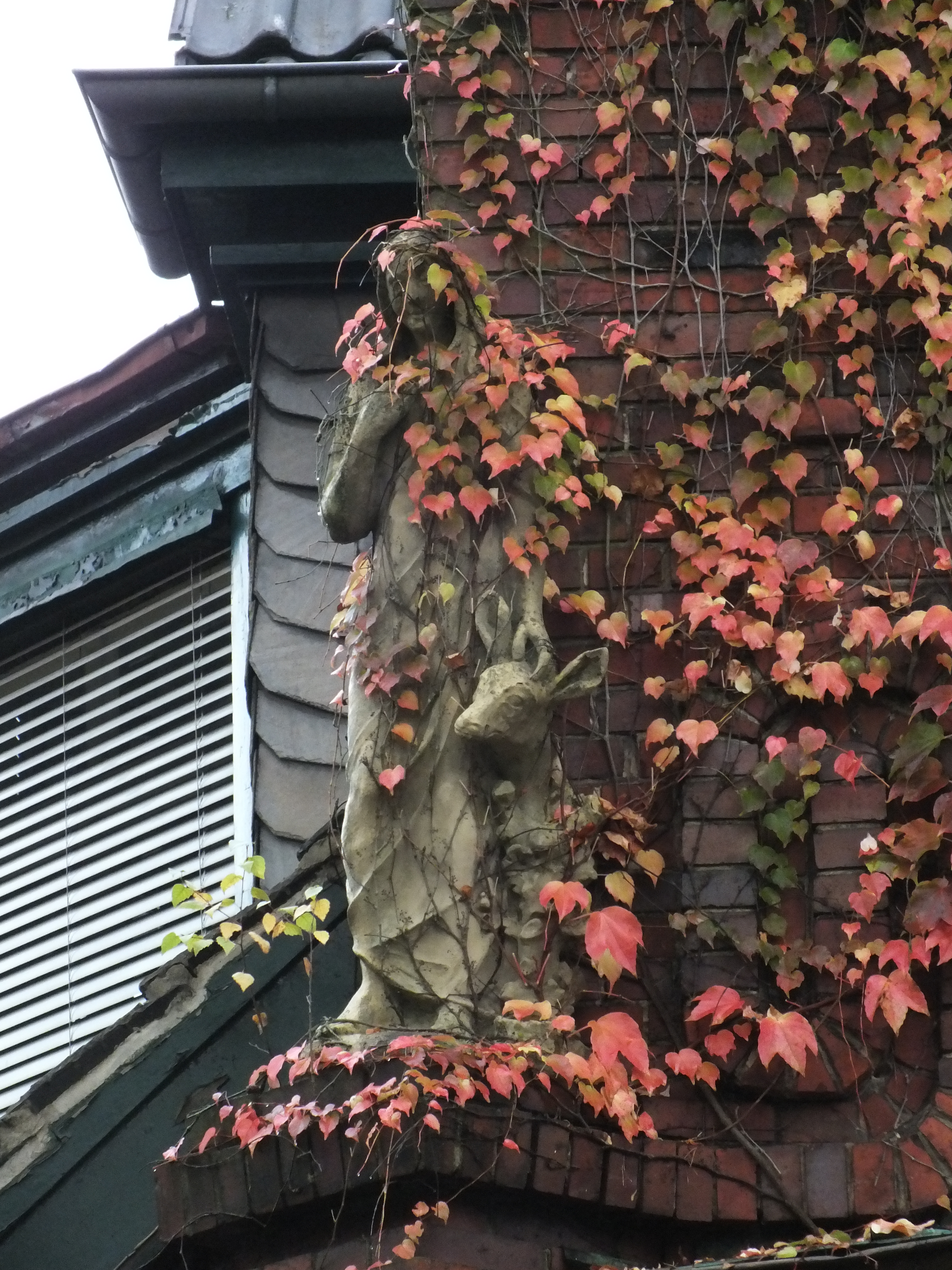
Fassadenfigur der Genoveva von Brabant

An der linken Hausecke in Höhe des Obergeschosses ist die Figur der Genoveva von Brabant mit der Hirschkuh seitlich an einem Giebel aufgestellt. Die Skulptur hat der Frohnauer Bildhauer („Herrgottschnitzer“) Johannes Lotter nach Vorgabe durch den Architekten gefertigt, der als Material „Beton mit Kunststeinvorsatzbeton passend zum Mauerwerk“ vorgegeben hatte.
Einen Kontrapunkt zum rechtsseitigen Hauseingang bildet der als Altan ausgeführte leicht vorgewölbte Erker im Erdgeschoss auf der linken Hausseite. 
Das Dachgeschoss besitzt seitwärts und zur Gartenseite hin „äußere Fachwerkwände aus Eisen oder gehobeltem Holz, mit Streben und Riegeln ausgesteift“.
Die Fenster im Erdgeschoss und die Terrassentür erhielten hölzerne Rolljalousien mit eingelegten Stahlplättchen, die sich im aufgerollten Zustand in einem Kasten oberhalb des Fenstersturzes befinden.
Das Hauptdach ist ein Satteldach und mit blauen Falzpfannen („Kodersdorfer Fabrikat“) eingedeckt. Die Nebendächer sind mit anderen Materialien wie Zinkblechen, grüner Lederoid- oder Ruberoidpappe belegt. Abdeckungen des Erkers sowie von Rinnen und Rohren erfolgten mit Kupferblechen.

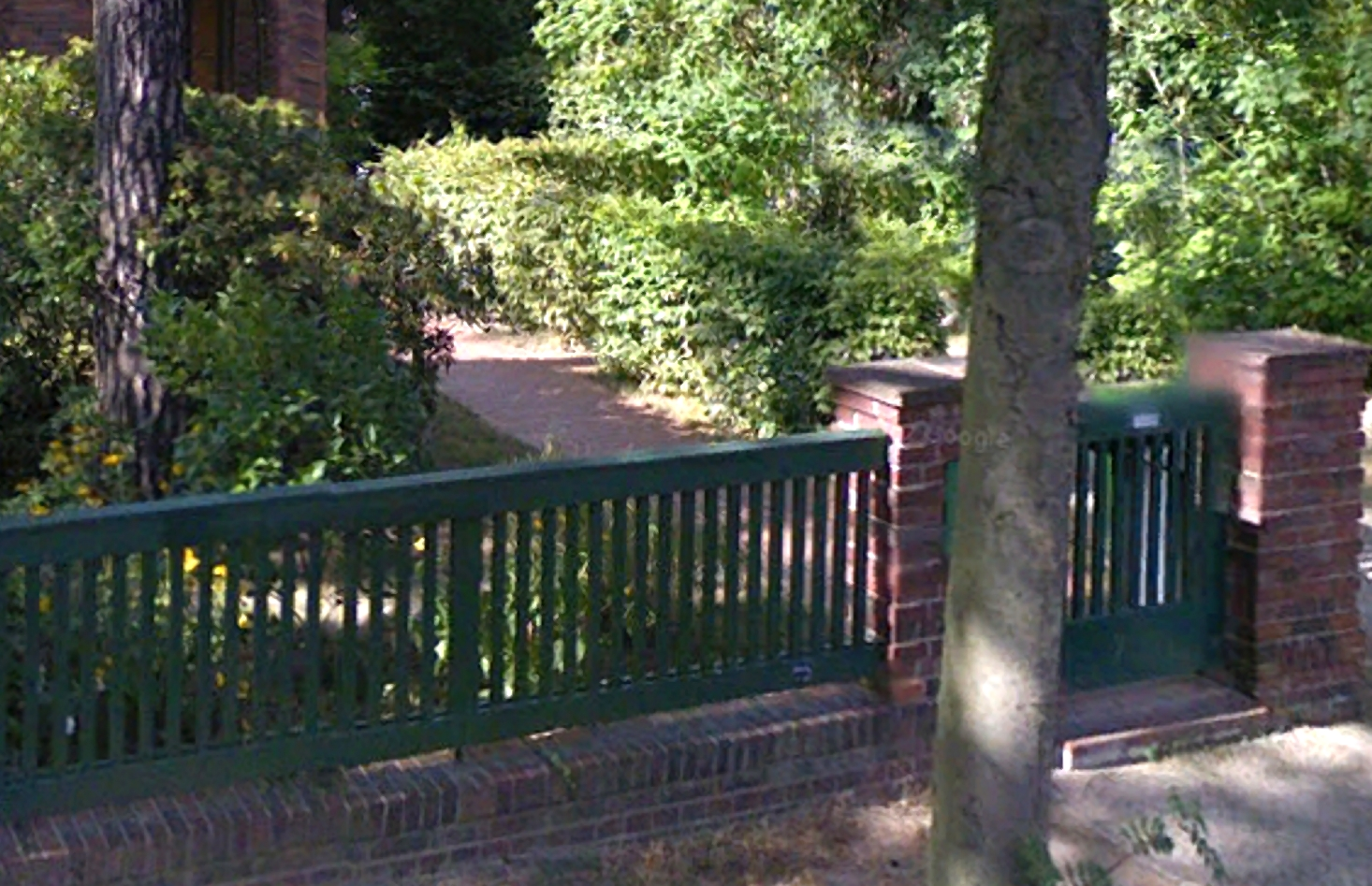
Vorgartenzaun

Die gesamte Immobilie ist mit einem Vorgartenzaun zur Straßenseite hin abgegrenzt. Die Pfeiler sind nach den Vorgaben des Architekten aus demselben Material wie die Fassade hergestellt worden, er ruht auf Beton-Fundamenten. Die Türpfeiler enthalten eingemauerte Briefkästen. Die Zaunfelder und die „Schlupftür“ bestehen aus Holz in Staketenform mit Verstrebungen.
Schließlich legte der Architekt auch die Art und Maße für die Fußwege fest: der Weg vom Grundstückseingang zum Hauseingang in einer Gesamtbreite von 1,40 m ist mit roten Verblendern und/oder Zement-Kunststein-Platten mit einer gefugten Einfassung ausgelegt. Der Fußweg vom Kellereingang zur Terrassentreppe sowie die Traufstreifen waren in gleicher Art auszuführen.
Das Wohnhaus steht seit April 1989 unter Denkmalschutz.

### Inneres
Hölzerne Treppen zum Teil-Keller und zum ausgebauten Dachgeschoss mit darüberliegendem Spitzboden erschließen die Etagen im Wohnhaus. 
Im Keller sind Wirtschaftsräume wie eine Kohleneinlagerungsmöglichkeit und eine Waschküche untergebracht. Im Laufe der Jahre durfte die Kohleheizung gegen eine modernere und umweltfreundlichere Ölheizung ausgetauscht werden.
Das Erdgeschoss bildet mit einer Nutzfläche von rund 76 m² den Wohnbereich mit Wohn- und Esszimmer, Küche mit Speisekammer, Veranda, Garderobe, Kammer und Toilette. In der Küche und anderen Nebenräumen sind vom Architekten mehrere Einbauschränke, ein Hängeboden und Sitzbänke vorgesehen gewesen. Die Küche enthält eine Durchreiche zum Speisezimmer.
Im Obergeschoss gibt es drei Wohnräume, ein Badezimmer, eine Toilette, eine Diele, eine kleine Küche und die Treppe zum Boden. Der Erkervorbau aus dem Erdgeschoss ist hier als Loggia fortgeführt. Die Hinterfront trägt auf dieser Ebene einen herauskragenden Balkon. 
Der Spitzboden von rund 50 m² Fläche diente anfangs nur als Trockenboden, wurde später jedoch mit zwei „Mädchenkammern“ ausgebaut. Die Etagen weisen unterschiedliche Raumhöhen auf, im Keller betragen sie 2,15 m, im Erdgeschoss 3,15 m und im Obergeschoss 2,80 m.
Die gesamte Ausstattung der Räume wurde in der Baubeschreibung detailliert festgelegt. Beispielsweise im Keller „ein Ausgussbecken mit hoher viereckiger Rückwand, innen und außen weiß emailliert“ oder für die Küche „ein Abwaschtisch zweiteilig mit Schrankunterbau […], ein elektrischer Kochherd je drei Loch für Kohle und elektr. […] in weißer Emaille und vernickelten Beschlägen mit Back- und Bratröhre, Thermometer, Grillrost und Pfanne“. Desgleichen sind die einzubauenden Türen detailliert (Material, Breite, Luftschlitze u. dgl.) vorgegeben worden.
In Abstimmung mit der Denkmalschutzbehörde konnten und können die späteren Hausbesitzer einige Änderungen vornehmen, um den Wohnkomfort zu verbessern, beispielsweise den Kombiherd ersetzen, neue Sanitäranlagen einbauen lassen.

## Geschichte
Die Niederschönhausener Irmgard Clausen, Tochter des Stadtinspektors G. Clausen aus der Lindenstraße 29g, hatte zu Beginn der 1930er Jahre ein Baugrundstück in Frohnau in der Benediktinerstraße erworben und beauftragte den Architekten Felix Sturm mit der Ausarbeitung von Entwürfen für ein individuelles Eigenheim. Der Architekt, der gerade in Niederschönhausen die Kirche Maria Magdalena vollendet hatte, arbeitete daraufhin ein umfangreiches Projekt zur „Errichtung eines Einfamilienhauses […] in Bln.-Frohnau, Benediktinerstraße 12 (Bezirk Reinickendorf)“ aus. Es bestand aus einer 25-seitigen Baubeschreibung und einem Angebotsformular.
Die damalige Bauherrin blieb unverheiratet und hatte auch keine Kinder. So geriet das Anwesen in den 1960er Jahren an einen neuen Eigentümer. Im Jahr 2000 erwarb es die Familie Schucht und lässt es seitdem in kleinen Schritten denkmalgerecht sanieren.